# La entidad
La entidad es una película peruana de 2015 dirigida por Eduardo Schuldt y protagonizada por Rodrigo Falla, Daniella Mendoza, Carlos Casella, Analú Polanco y Mario Gaviria.Fue estrenada en formato 3D en Perú el 22 de enero de 2015 y debutó a nivel internacional el 28 de agosto del mismo año en el FrightFest. Ha sido catalogada como la primera película peruana de terror en formato 3D.

## Sinopsis
Un grupo de estudiantes de dirección cinematográfica se encuentran rodando un documental acerca de los videos de reacción de internet. Sin sospecharlo, se ven envueltos en una trama sobrenatural escondida en la internet profunda que empieza a acecharlos.

## Reparto
- Rodrigo Falla es Joshua
- Daniella Mendoza es Carla
- Carlos Casella es Lucas
- Mario Gaviria es Benjamín
- Analú Polanco es Isabel

Fuente:

## Recepción
Antes de su estreno, la temática abordada en La entidad fue comparada con películas similares como Paranormal Activity, El proyecto de la bruja de Blair y Ringu. Escribiendo para el portal de críticas Screen Anarchy, Ernesto Zelaya manifestó: «Los aficionados al terror no encontrarán nada nuevo aquí, ya que podrán adivinar la mayoría de los puntos de la trama; pero, por otra parte, los directores peruanos están empezando a probar suerte en un género que existe desde hace mucho tiempo. A medida que más directores intenten asustar al público, es de esperar que mejoren lo que han hecho hasta ahora. La entidad es un buen paso en la dirección correcta».